# SN 1999fo
SN 1999fo – supernowa typu Ia odkryta 3 listopada 1999 roku w galaktyce A041445+0638. W momencie odkrycia miała maksymalną jasność 24,00m.